# Polcirkel

En jämförelse över hur landmassorna ligger i förhållande till norra och södra polcirkeln.

En polcirkel är den yttersta latitud, räknat från Nord- respektive Sydpolen, där solen (i jämn terräng) inte går ner vid sommarsolståndet. Detta fenomen kallas för midnattssol. Den är också den yttersta linje, räknat från polen, som förbinder de punkter där man vid vintersolståndet inte ser solen stiga över horisonten. Detta kallas för middagsmörker.
I områdena norr om norra polcirkeln och söder om södra polcirkeln finns polarregionerna.
Den norra polcirkeln ligger på 66˚ 33' 46" N och södra polcirkeln på 66˚ 33' 46" S (år 2014). Polcirklarnas exakta lägen flyttas med något tiotal meter per år beroende på att jorden påverkas av gravitationen från månen och solen.

## Jordens polcirklar
- Norra polcirkeln
- Södra polcirkeln